# Aeropuerto de Asturias
El Aeropuerto de Asturias (IATA: OVD, OACI: LEAS) es un aeropuerto español público perteneciente a la red de Aena que se encuentra ubicado en Anzu, parroquia de Santiago del Monte, en el concejo de Castrillón, Principado de Asturias. Actualmente ocupa el decimoséptimo puesto a nivel estatal en cuanto a número de pasajeros se refiere, siendo el noveno entre los peninsulares y el tercero de la zona norte del país tras los de Bilbao y Santiago de Compostela.
Es el único aeropuerto de Asturias con servicio regular de viajeros y está situado a 15 km de la ciudad de Avilés, a 40 km de Gijón y a 47 km de Oviedo, la capital del Principado.

## Historia

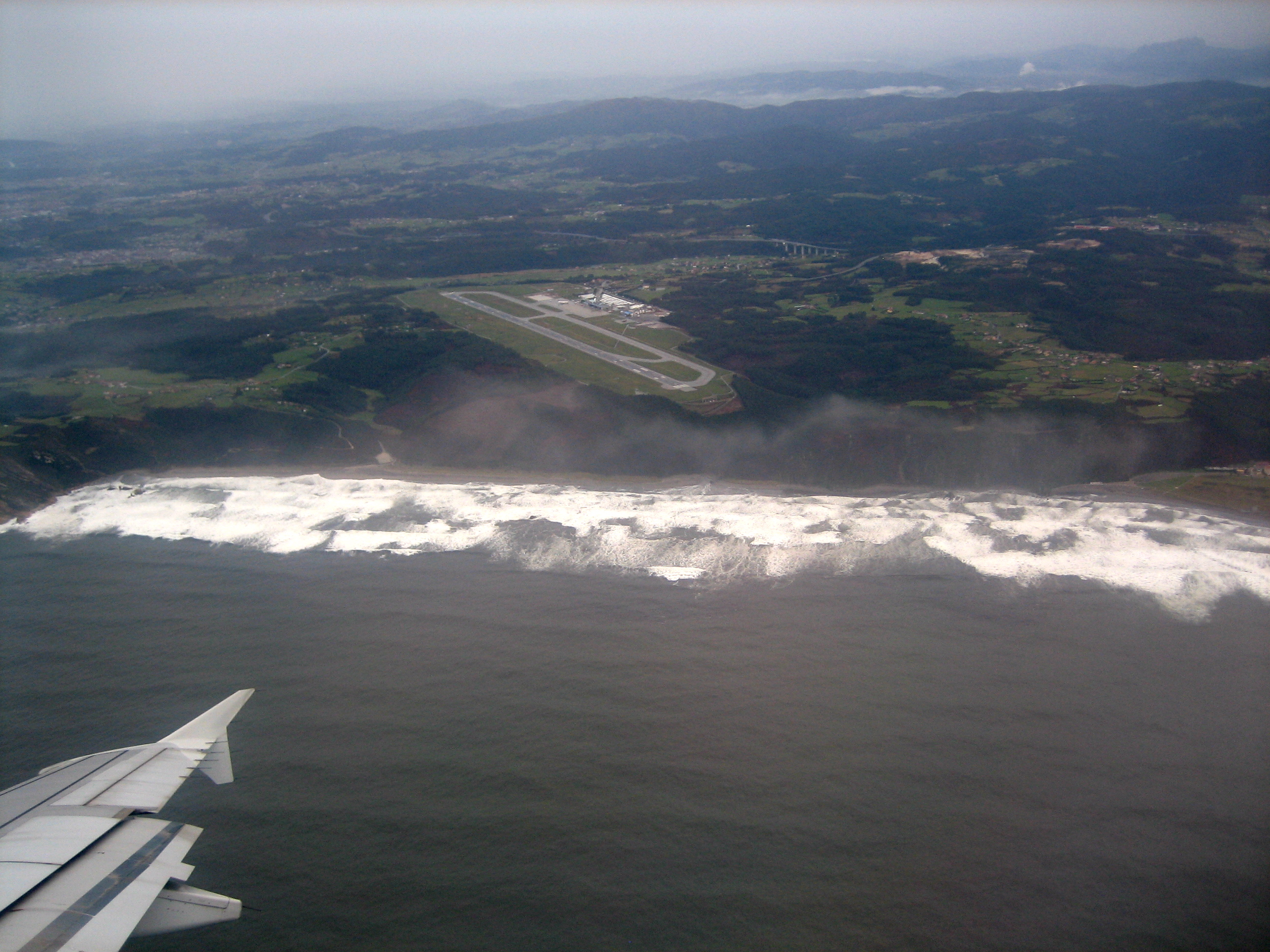
Pistas del aeropuerto vistas desde el aire.

El proyecto de crear un aeropuerto para Asturias nació en la Cámara Oficial de Comercio, Industria y Navegación de Gijón. Concretamente fue su presidente Luis Adaro Ruiz-Falcó el que presentó el proyecto ante la Cámara. Y posteriormente, con la colaboración de los presidentes de las cámaras de Oviedo y Avilés, y tras una primera reunión celebrada en Salinas, —porque el mayor de los tres era Juan Sitges, presidente de la Cámara Oficial de Comercio, Industria y Navegación de Avilés—, comenzaron las primeras gestiones en Madrid.
El terreno elegido para la instalación del aeropuerto fue Santiago del Monte (Castrillón), ya que el Aeródromo de La Morgal, quedó descartado por las continuas nieblas que dificultaban el transporte aéreo. El terreno donde se encontraba era propiedad del Ministerio del Aire, que lo había adquirido cuando, con la ayuda norteamericana, se había planteado la construcción allí de un aeródromo militar para la defensa de la costa norte de España. Pero el proyecto fue abandonado cuando aparecieron los aviones a reacción con los que se podía alcanzar la costa con facilidad desde cualquier aeródromo situado en el interior.
En aquellos momentos, en pleno Plan de Desarrollo, el general Lacalle Larraga, les dijo que, desde el Ministerio del Aire, estaban volcados en la construcción de los aeropuertos de Almería y Alicante, y que los asturianos deberían esperar. Pero ninguno de los tres presidentes de las cámaras asturianas cejó en su empeño y junto con el presidente de la Diputación de Oviedo, José López-Muñiz, convencieron al ministro, y el aeropuerto se incluyó en el Plan de Desarrollo.
El aeropuerto fue inaugurado el 11 de junio de 1968, en sustitución del Aeródromo de La Morgal, que hubo de ser cerrado por razones técnicas. El primer vuelo fue realizado el sábado 15 de junio a las 8:30 de la mañana por un Fokker F27 perteneciente a Iberia LAE que unió la nueva terminal con el aeropuerto de Madrid-Barajas. Contó desde un inicio con la pista actual, una plataforma de estacionamiento de 1,5 ha (hectáreas) y una calle de rodadura transversal. Su primer director fue Leandro Fernández Rodríguez-Cancio, coronel del Ejército del Aire y natural de Ortiguera, en Coaña.
En 1980, empezó con su primera ampliación importante, debido a los mundiales de fútbol de 1982, doblándose la superficie de estacionamiento e instalando un ILS-CATI así como ampliación de la terminal y del aparcamiento. En 1994, el aeropuerto se colapsa, al llegar a estacionarse 14 aviones comerciales, además de todos los aviones de aviación general. A raíz de esto, se comienza a desarrollar un plan de ampliación. En 1996, se construye la calle de rodaje paralela hacia la cabecera 29, y, en el 2000, se amplía la plataforma de estacionamiento hacia el este en unas 2,25 ha pasando a tener 6 ha y 7 puestos de estacionamiento 2 de ellos tipo mediano (Max. Boeing 767-400) y uno tipo heavy (Max. Boeing 747), además de una nueva calle de enlace a la calle de rodadura paralela.
En 2002, después de un incidente en la reunión de ministros de transportes de la UE, que visitaban el aeropuerto, se evidenció la necesidad de mejoras debido a la niebla, tras lo cual se creó el actual Plan Director del Aeropuerto. Se amplió la calle de rodadura paralela hacia la cabecera 11 y se construyó una salida rápida a la pista 29; se modificó el ILS-CATI a ILS-DME CATII/III, así como la iluminación correspondiente; se colocaron 2 anemómetros nuevos en ambas zonas de toma de contacto para el sistema de aterrizaje barométrico; la antigua calle transversal fue demolida y reconstruida de nuevo y actualmente sirve como salida para la pista 11; se amplió la terminal construyendo una planta superior con 3 fingers, así como dos puertas para vuelos no comunitarios, siendo estas las remodelaciones más importantes realizadas hasta la fecha. Además se reformaron y ampliaron el aparcamiento y los edificios de servicios.
En 2009, se realizó una ampliación de la plataforma hasta llegar a los 69 300 m² (metros cuadrados) y, en 2010, se licitó el proyecto para la ampliación de la sala de recogida de equipajes y se construyó una nueva planta en el aparcamiento de vehículos, duplicando la anterior capacidad. En enero de 2010, entró en funcionamiento el DVOR construido en Santo Adriano, dándose de baja el anterior, en cuya ubicación se construyó un radar de superficie, así como la reforma de la torre de control para posibilitar la asistencia RADAR.
El 10 de marzo de 2011, entraron en vigor los nuevos procedimientos de aproximación ILS CAT III para la pista 29, así como la asistencia RADAR, lo que parece dar por finalizados 5 años de polémica por el ILS. Si bien la compañía Iberia LAE muestra reticencias a usar esta operación en el aeropuerto.

## Ubicación y comunicaciones

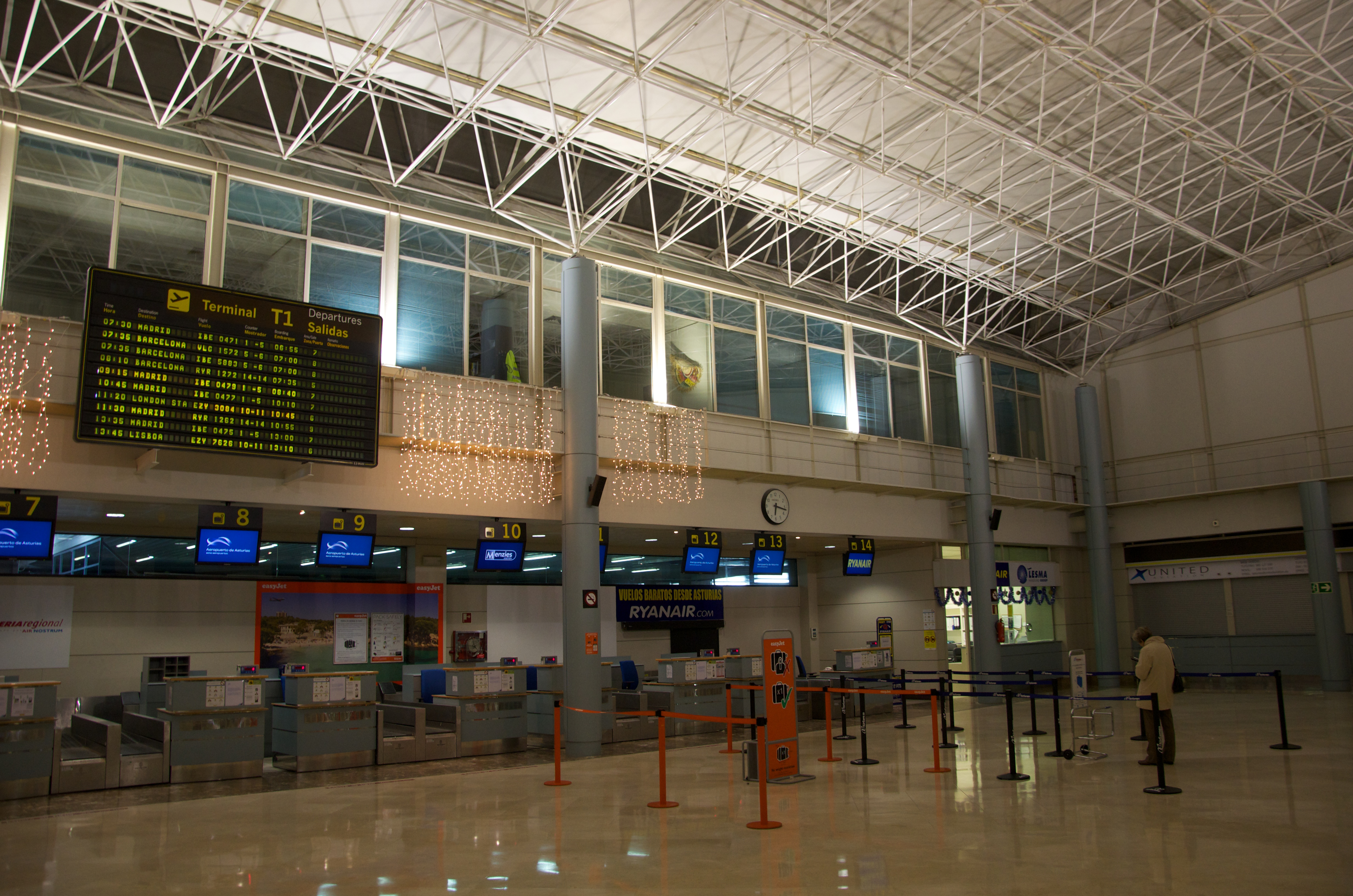
Sala de facturación.

Ubicado en el núcleo rural de Anzu, en la parroquia de Santiago del Monte, Castrillón, el Aeropuerto de Asturias es el más septentrional de los aeropuertos españoles, los vientos dominantes son del noroeste y noreste en invierno y sureste y suroeste en verano. La densa niebla que en ocasiones se forma sobre él y la orografía de los alrededores lo convierten en un aeropuerto con cierta dificultad.

### Accesos
Al aeropuerto se puede acceder tanto por la autovía AI-82 (antiguamente conocida como A-81) como por la antigua carretera nacional N-643. Posee una parada de taxis y parada de autobuses, desde la que la compañía Alsa conecta el aeropuerto cada hora con Oviedo, Gijón y Avilés, además de realizar paradas también en Salinas y Piedras Blancas, en el mismo concejo de Castrillón. Dispone además de aparcamiento con 743 plazas para vehículos, 12 de ellas para personas de movilidad reducida y de dos oficinas de alquiler de coches. La estación de ferrocarril más cercana es Santiago del Monte,  en la línea C-4 de Cercanías de Asturias, a 3 km de distancia.

## Servicios
El aeropuerto de Asturias dispone de servicio de alquiler de vehículos, tiendas y duty free, cafetería y restaurante, así como cajeros automáticos.

## Obras

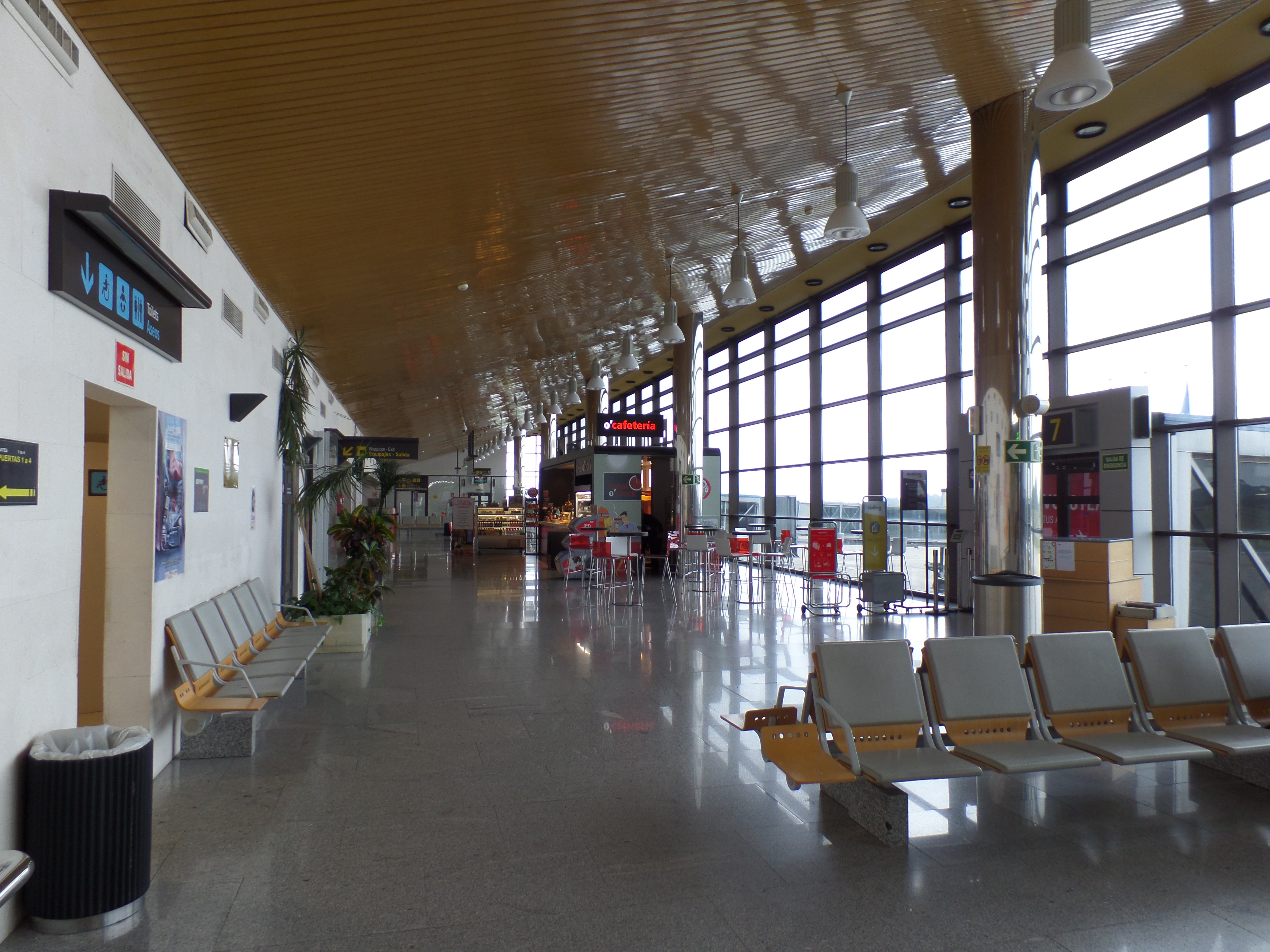
Interior de la terminal, zona de salidas.

### En curso
- Nueva central eléctrica.

### En estudio, aprobación o licitación
- Ampliación del terreno virtual. En estudio.
- Construcción nueva torre de control. En estudio.
- Nueva terminal T2 para aviación general. En Estudio.[14][15]

## Destinos y aerolíneas

### Destinos por aerolínea
Leyendas: El punto rojo corresponde al Aeropuerto de Asturias, verdes a destinos regulares y azules a destinos estacionales
Leyenda: El punto rojo corresponde al Aeropuerto de Asturias, los verdes a los destinos regulares, los azules a destinos estacionales y los violetas a nuevos destinos.
| Operador        | Aeropuerto de Destino |
| --------------- | --- |
| Binter Canarias | Gran Canaria y Tenerife Norte |
| Iberia          | Madrid |
| Iberia Express  | Estacional: Tenerife Norte |
| Iberia Regional | Estacional: Melilla (inicia el 5 de agosto) |
| Lufthansa       | Estacional: Frankfurt y Múnich |
| Ryanair         | Bruselas-Charleroi, Düsseldorf-Weeze y Roma-Fiumicino |
| Volotea         | Alicante, Barcelona, Gran Canaria, Granada-Jaén, Lanzarote, Lisboa, Madrid, Málaga, Milán-Bérgamo, Sevilla, Tenerife Sur y Valencia Estacional: Castellón, Fuerteventura, Ibiza, Jerez de la Frontera, Menorca, Murcia, Palma de Mallorca y Venecia |
| Vueling         | Ámsterdam, Barcelona, Londres-Gatwick, Málaga, Palma de Mallorca, París-Orly y Tenerife Norte |

#### Destinos nacionales
| Ciudad               | Nombre del aeropuerto                            | Aerolíneas                                                  | Aeronaves                         | Frecuencias semanales                     |
| -------------------- | ------------------------------------------------ | ----------------------------------------------------------- | --------------------------------- | ----------------------------------------- |
| España               |                                                  |                                                             |                                   |                                           |
| Alicante             | Aeropuerto de Alicante-Elche Miguel Hernández    | Volotea                                                     | A319                              | L M X J V S D                             |
| Barcelona            | Aeropuerto Josep Tarradellas Barcelona-El Prat   | Vueling Volotea                                             | A320/A321 A320neo A319            | L M X J V S D                             |
| Castellón            | Aeropuerto de Castellón-Costa Azahar             | Volotea (estacional)                                        | A319                              | L M X J V S D                             |
| Fuerteventura        | Aeropuerto de Fuerteventura                      | Volotea (estacional)                                        | A319                              | L M X J V S D                             |
| Gran Canaria         | Aeropuerto de Gran Canaria                       | Binter Canarias Volotea Vueling                             | E195-E2 A319 A320/A320neo         | L M X J V S D L M X J V S D L M X J V S D |
| Granada              | Aeropuerto Federico García Lorca Granada-Jaén    | Volotea                                                     | A319                              | L M X J V S D                             |
| Jerez de la Frontera | Aeropuerto de Jerez                              | Volotea                                                     | A319                              |                                           |
| Ibiza                | Aeropuerto de Ibiza                              | Volotea (estacional)                                        | A319 A320/A320neo                 | L M X J V S D L M X J V S D               |
| Lanzarote            | Aeropuerto César Manrique-Lanzarote              | Volotea                                                     | A319                              | L M X J V S D L M J V S                   |
| Madrid               | Aeropuerto Adolfo Suárez Madrid-Barajas          | Iberia/Air Nostrum Volotea (Comienza 31 de octubre de 2025) | A319/A320/A321 CRJ-1000 A319/A320 | L M X J V S D                             |
| Málaga               | Aeropuerto de Málaga-Costa del Sol               | Volotea Vueling                                             | A319 A320                         | L M X J V S D L M X J V S D               |
| Melilla              | Aeropuerto de Melilla                            | Iberia/Air Nostrum (estacional)                             | ATR 72-600                        | LM X J V S D                              |
| Menorca              | Aeropuerto de Menorca                            | Volotea (estacional)                                        | A319 A320                         | L M X J V S D L M X J V S D               |
| Murcia               | Aeropuerto Internacional Región de Murcia        | Volotea (estacional)                                        | A319                              | L M X J v S D                             |
| Palma de Mallorca    | Aeropuerto de Palma de Mallorca                  | Volotea (estacional) Vueling                                | A319 A320/A320neo                 | L M X J V S D L M X J V S D               |
| Sevilla              | Aeropuerto de Sevilla                            | Volotea                                                     | A319 A320/A320neo                 | L M X J V S D L M X J V S D               |
| Tenerife             | Aeropuerto de Tenerife Norte-Ciudad de La Laguna | Binter Canarias Iberia Express (estacional) Vueling         | E195-E2 A321neo A320/A320neo      | L M X J V S D L M X J V S D L M X J V S D |
| Tenerife             | Aeropuerto de Tenerife Sur                       | Volotea                                                     | A319                              | L M X J V S D                             |
| Valencia             | Aeropuerto de Valencia                           | Volotea                                                     | A319                              | L M X J V S D                             |

#### Destinos internacionales
| Ciudad       | Nombre del aeropuerto                    | Aerolíneas             | Aeronaves         | Frecuencias semanales |
| Europa       | Europa                                   | Europa                 | Europa            | Europa                |
| ------------ | ---------------------------------------- | ---------------------- | ----------------- | --------------------- |
| Alemania     |                                          |                        |                   |                       |
| Fráncfort    | Aeropuerto de Fráncfort del Meno         | Lufthansa (estacional) | A319/A320/A320neo | L M X J V S D         |
| Múnich       | Aeropuerto de Múnich-Franz Josef Strauss | Lufthansa (estacional) | A319              | L M X J V S D         |
| Weeze        | Aeropuerto de Baja Renania               | Ryanair                | B737-800          | L M X J V S D         |
| Bélgica      |                                          |                        |                   |                       |
| Bruselas     | Aeropuerto de Charleroi Bruselas Sur     | Ryanair                | B737-800          | L M X J V S D         |
| Francia      |                                          |                        |                   |                       |
| París        | Aeropuerto de París-Orly                 | Vueling                | A321              | L M X J V S D         |
| Italia       |                                          |                        |                   |                       |
| Bérgamo      | Aeropuerto de Bérgamo-Orio al Serio      | Volotea                | A319              | L M X J V S D         |
| Roma         | Aeropuerto de Roma-Fiumicino             | Ryanair                | B737-800          | L M X J V S D         |
| Venecia      | Aeropuerto Internacional Marco Polo      | Volotea (estacional)   | A319              | L M X J V S D         |
| Países Bajos |                                          |                        |                   |                       |
| Ámsterdam    | Aeropuerto de Ámsterdam                  | Vueling                | A320/A320neo      | L M X J V S D         |
| Portugal     |                                          |                        |                   |                       |
| Lisboa       | Aeropuerto de Lisboa                     | Volotea                | A319/A320         | L M X J V S D         |
| Reino Unido  |                                          |                        |                   |                       |
| Londres      | Aeropuerto de Londres-Gatwick            | Vueling                | A320/A320neo      | L M X J V S D         |

## Evolución de apertura y cierre de rutas
| Año  | Nuevas rutas | Rutas canceladas |
| ---- | --- | --- |
| 2008 | Ginebra (easyJet) | |
| 2010 | | Alicante (Air Nostrum), Bruselas (Air Nostrum), Málaga (Air Nostrum)                                                                                                  |
| 2011 | París-Orly (Vueling) | París-Charles de Gaulle (Air France) |
| 2012 | Ibiza (Volotea), Málaga-Costa del Sol (Volotea), Madrid-Barajas (Ryanair), Barcelona-El Prat (Ryanair), Gran Canaria (Ryanair), Tenerife Sur (Ryanair), Lisboa (easyJet),                    | Barcelona-El Prat (Spanair) |
| 2013 | Valencia (Volotea), Madrid-Barajas (Air Europa) | Madrid-Barajas (Ryanair), Barcelona-El Prat (Ryanair), Gran Canaria (Ryanair), Tenerife Sur (Ryanair), Palma de Mallorca (Air Berlin)                                 |
| 2014 | París-Charles de Gaulle (Vueling), Sevilla (Vueling), Málaga (Vueling), Palma de Mallorca (Vueling, Volotea), Ibiza (Vueling), Lisboa (TAP Portugal)                                         | Lisboa (easyJet), Madrid-Barajas (Air Europa), París-Orly (Vueling)                                                                                                   |
| 2015 | Tenerife Norte (Iberia Express), Sevilla (Volotea), Alicante-Elche (Volotea), Menorca (Volotea), Lanzarote (Vueling), Venecia (Volotea)                                                      | |
| 2016 | Gran Canaria (Iberia Express), Madrid-Barajas (Iberia Express), Londres-Heathrow (Iberia Express), Londres-Gatwick (Vueling)                                                                 | Ibiza (Vueling) |
| 2017 | Múnich (Volotea), Tenerife Sur (Volotea) | Sevilla (Vueling) |
| 2018 | | Londres-Heathrow (Iberia Express), Londres-Stansted (easyJet), Londres-Gatwick (Vueling), Ginebra (easyJet), Lisboa (TAP Portugal), París-Charles de Gaulle (Vueling) |
| 2019 | Madrid-Barajas (Air Europa Express), Murcia (Volotea), Sevilla (Vueling), Gran Canaria (Vueling), Alicante (Vueling), Londres-Gatwick (Vueling), Tenerife Norte (Vueling)                    | |
| 2020 | Gran Canaria (Binter), Gran Canaria (Volotea), Granada (Volotea), Lanzarote (Volotea), Tenerife Norte (Binter)                                                                               | Londres-Gatwick (Vueling), Madrid-Barajas (Air Europa Express), Múnich (Volotea), Venecia (Volotea)                                                                   |
| 2021 | París-Orly (Vueling) | Granada (Volotea)Gran Canaria (Air Europa) Fuerteventura (Air Europa)                                                                                                 |
| 2022 | Ámsterdam-Schipol (Vueling), Bruselas Sur-Charleroi (Ryanair), Dublín (Ryanair), Düsseldorf-Weeze (Ryanair), Londres-Gatwick (Vueling), Londres-Stansted (Ryanair), Roma-Fiumicino (Ryanair) | Tenerife Norte (Air Europa) Lanzarote (Air Europa) Palma de Mallorca (Air Europa)                                                                                     |
| 2023 | Barcelona-El Prat (Volotea), Fráncfort del Meno (Lufthansa), Granada (Volotea), Lisboa (Volotea), Milán-Bérgamo (Volotea), Múnich (Lufthansa), Venecia (Volotea)                             | Ibiza (Vueling), Menorca (Vueling), Sevilla (Vueling), Dublín (Ryanair)                                                                                               |
| 2024 | Castellón (Volotea) | |
| 2025 | Jerez de La Frontera (Volotea), Madrid-Barajas (Volotea), Melilla (Iberia Regional) | Gran Canaria (Vueling), Lanzarote (Vueling), Londres-Stansted (Ryanair)                                                                                               |

## Estadísticas históricas
| Año  | N.º de pasajeros | Carga aérea (kg) | Operaciones   | Año  | N.º de pasajeros | Carga aérea (kg) | Operaciones    |
| ---- | ---------------- | ---------------- | ------------- | ---- | ---------------- | ---------------- | -------------- |
| 2001 | 816 087 (19.º)   | 641 241 (22.º)   | 12 526 (27.º) | 2013 | 1 039 409 (19.º) | 94 361 (29.º)    | 10 407 (23.º)  |
| 2002 | 774 317 (20.º)   | 577 235 (22.º)   | 12 036 (27.º) | 2014 | 1 065 570 (19.º) | 71 202 (24.º)    | 11 715 (24.º)  |
| 2003 | 839 814 (24.º)   | 484 441 (23.º)   | 12 867 (27.º) | 2015 | 1 119 273 (18.º) | 64 237 (26.º)    | 10 758 (27.º)  |
| 2004 | 943 992 (22.º)   | 420 256 (24.º)   | 14 198 (26.º) | 2016 | 1 281 979 (18.º) | 53 638 (24.º)    | 11 928 (25.º)  |
| 2005 | 1 251 495 (21.º) | 230 201 (28.º)   | 17 535 (21.º) | 2017 | 1 407 217 (18.º) | 32 860 (25.º)    | 13 005 (24.º)  |
| 2006 | 1 353 030 (21.º) | 199 437 (25.º)   | 17 987 (26.º) | 2018 | 1 400 481 (19.º) | 33 038 (26.º)    | 12 444 (26.º)  |
| 2007 | 1 560 830 (20.º) | 196 741 (26.º)   | 19 148 (28.º) | 2019 | 1 417 433 (19.º) | 28 538 (26.º)    | 13 406 (25.º)  |
| 2008 | 1 530 248 (19.º) | 139 455 (25.º)   | 18 371 (26.º) | 2020 | 498 950 (18.º)   | 19 733 (25.º)    | 6 196 (31 .º)  |
| 2009 | 1 316 088 (20.º) | 113 149 (24.º)   | 16 033 (27.º) | 2021 | 831 793 (17.º)   | 7 305 (25.º)     | 8 064 (32 .º)  |
| 2010 | 1 355 364 (19.º) | 110 645 (25.º)   | 16 538 (25.º) | 2022 | 1 454 763 (17.º) | 9 404 (25.º)     | 12 189 (30 .º) |
| 2011 | 1 339 010 (19.º) | 136 772 (23.º)   | 15 349 (25.º) | 2023 | 1 974 850 (17.º) | 11 494 (25.º)    | 15 289 (27 .º) |
| 2012 | 1 309 640 (18.º) | 101 782 (25.º)   | 13 252 (25.º) | 2024 | 1 993 256 (18.º) | 7 184 (25.º)     | 15 465 (26 .º) |

## Estadísticas por destinos y por aerolíneas
| Top 10 aerolíneas (2024) | Top 10 aerolíneas (2024) | Top 10 aerolíneas (2024) |
| Posición                 | Aerolínea                | Pasajeros                |
| ------------------------ | ------------------------ | ------------------------ |
| 1                        |                          | 696.954                  |
| 2                        |                          | 671.611                  |
| 3                        |                          | 266.999                  |
| 4                        |                          | 143.892                  |
| 5                        |                          | 80.417                   |
| 6                        |                          | 63.568                   |
| 7                        |                          | 29.306                   |
| 8                        |                          | 11.828                   |
| 9                        |                          | 7.876                    |
| 10                       |                          | 7.621                    |

| Top 10 destinos (2024) | Top 10 destinos (2024) | Top 10 destinos (2024) | Top 10 destinos (2024)   |
| Posición               | Destino                | Pasajeros              | Aerolíneas               |
| ---------------------- | ---------------------- | ---------------------- | ------------------------ |
| 1                      | Barcelona              | 395.000                | Volotea, Vueling         |
| 2                      | Madrid                 | 345.000                | Iberia                   |
| 3                      | Palma de Mallorca      | 120.000                | Volotea, Vueling         |
| 4                      | Sevilla                | 103.000                | Volotea                  |
| 5                      | Tenerife Norte         | 97.000                 | Binter, Vueling          |
| 6                      | Málaga                 | 95.000                 | Volotea, Vueling         |
| 7                      | Gran Canaria           | 93.000                 | Binter, Volotea, Vueling |
| 8                      | Alicante               | 87.000                 | Volotea                  |
| 9                      | Londres Gatwick        | 78.000                 | Vueling                  |
| 10                     | Valencia               | 73.000                 | Volotea                  |

## Incidencias

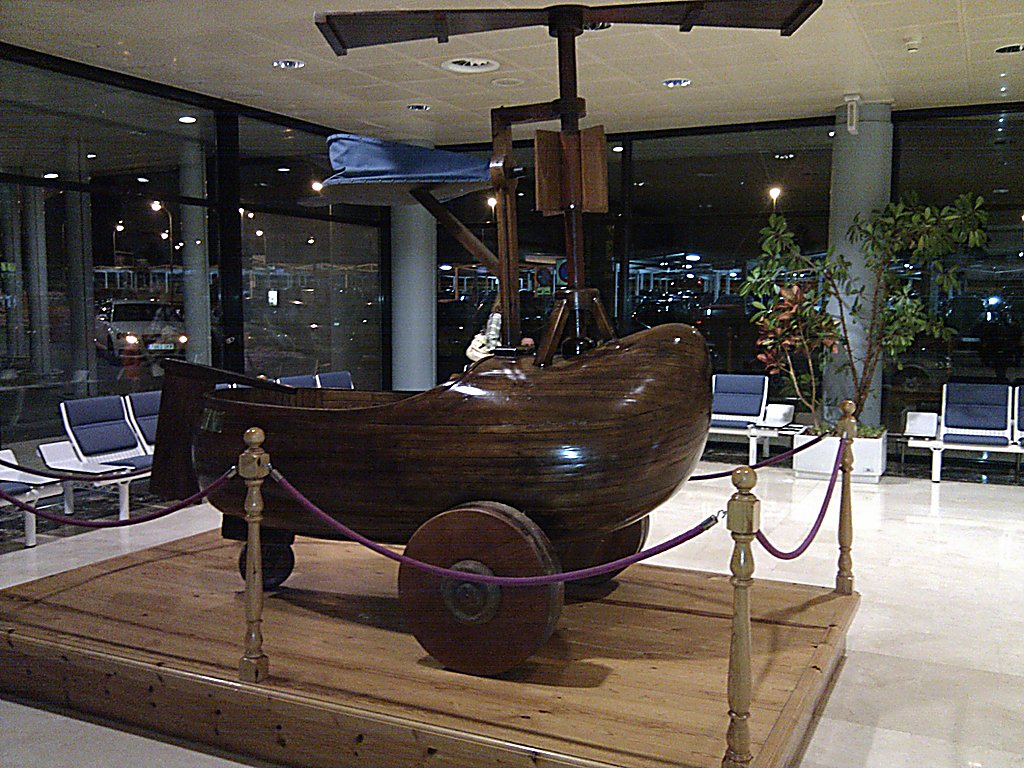
Madreñogiro. Muestra escultural en el aeropuerto.

- En agosto de 2003, a un MD-83 de Spanair le revientan 3 neumáticos en una toma demasiado dura en la pista 29.
- El 23 de enero de 2005, debido a la imposibilidad de aterrizar por la pista 11 (sin ILS) por problemas de visibilidad otro MD83 también de Spanair sufre daños en el tren de aterrizaje y el comandante acaba ingresado por aplastamiento de vértebra tras un fuerte aterrizaje en la pista 29 con un fuerte viento de cola.[25]
- En septiembre de 2008, fue retrasado en dos ocasiones el horario de apertura por falta de personal en la torre, la primera vez por el retraso del técnico de mantenimiento que originó que un A319 de la compañía easyJet tuviera que realizar esperas durante 30 min, en el segundo caso el controlador llegó tarde por lo que un A319 de easyJet y un A320 de Clickair tuvieran que realizar esperas durante 40 min. En ambos casos los aviones llevaban combustible suficiente, y el asunto no pasó de ahí. AENA se encuentra realizando una investigación para aclarar estos hechos.
- En abril de 2010, la nube de ceniza causada por el volcán islandés Eyjafjallajökull obligó a restringir las operaciones hasta al punto de anularlas durante varios días seguidos.[26]
- El 6 de junio de 2011, dos avionetas con matrícula polaca sufren sendos accidentes cerca del recinto aeroportuario, en los que fallecen sus 4 ocupantes. Las avionetas cubrían una ruta entre San Sebastián y Aeródromo de Villar da Luz.[27]

## Controversia
Existen diferentes desavenencias sobre su situación geográfica. Está geográficamente situado en Anzu, parroquia de Santiago del Monte perteneciente al municipio de Castrillón y no en Ranón (parroquia de Soto del Barco). Pese a ello, popularmente se le sigue conociendo como Aeropuerto de Ranón.